# 加里·古洛克
加里·古洛克（英語：Gary Gullock，1958年3月1日—），澳大利亚男子赛艇运动员。他曾代表澳大利亚参加1984年夏季奥林匹克运动会赛艇比赛，获得男子四人双桨银牌。